# La Maîtresse de Brecht
La Maîtresse de Brecht est un roman de Jacques-Pierre Amette publié le 20 août 2003 et ayant obtenu le prix Goncourt la même année.

## Résumé
En 1948, le dramaturge Bertolt Brecht quitte New York pour revenir à Berlin-Est après 15 ans d'exil : il rencontre une jeune femme, Maria Eich, dont il s'éprend et veut la mettre en scène au Berliner Ensemble, mais qui s'avère être une espionne au service de la Stasi, les services secrets est-allemands qui se méfient de l'auteur,.
Amette, passionné par Brecht, s'inspire du Journal intime, Mère Courage et ses enfants et L'Opéra de quat'sous. Le personnage de Maria rappelle plusieurs femmes dans l'entourage de Brecht.

## Distinction
Le roman remporte le prix Goncourt du centenaire avec 7 voix contre 2 pour Windows on the World de Frédéric Beigbeder et une pour Dans la guerre d'Alice Ferney. Il y eut une polémique du fait que le Goncourt exceptionnellement fut annoncé de manière anticipée pour garder la primauté du lauréat et de la médiatisation,.
Les autres romans sélectionnés furent :
- Clandestin d'Éliette Abécassis, Albin Michel
- Farrago de Yann Apperry, Grasset
- Le rendez-vous de Venise de Philippe Beaussant, Fayard
- Un garçon d'Italie de Philippe Besson, Julliard
- Retour à Miranda de Michel Braudeau, Gallimard
- Les Âmes grises de Philippe Claudel, Stock
- Le 31 du mois d'août de Laurence Cossé, Gallimard
- Univers, univers de Régis Jauffret, Verticales
- Le dernier mot d'un roi de Pierre Moustiers, Albin Michel

## Éditions
- Éditions Albin Michel, 2003  (ISBN 2226141634)
- Éditions Corps 16, 2004  (ISBN 978-2840575429) (édition en gros caractères)
- Le Livre de poche, 2005  (ISBN 978-2253113591)